# Киданецькі скелі
Кидане́цькі ске́лі — ландшафтний заказник місцевого значення в Україні. Розташований за 2 км на північний схід від села Киданці Тернопільського району Тернопільської області, у межах Товтрової гряди (Медоборів). 
Площа 9,6 га. Перебуває у віданні: Киданецька сільська рада. 
У заказнику поширені рослини і тварини, занесені до Червоної книги України. Зростають кизильник чорноплідний, гадючник шестипелюстковий, цибуля гірська та подільська.